# Minchi

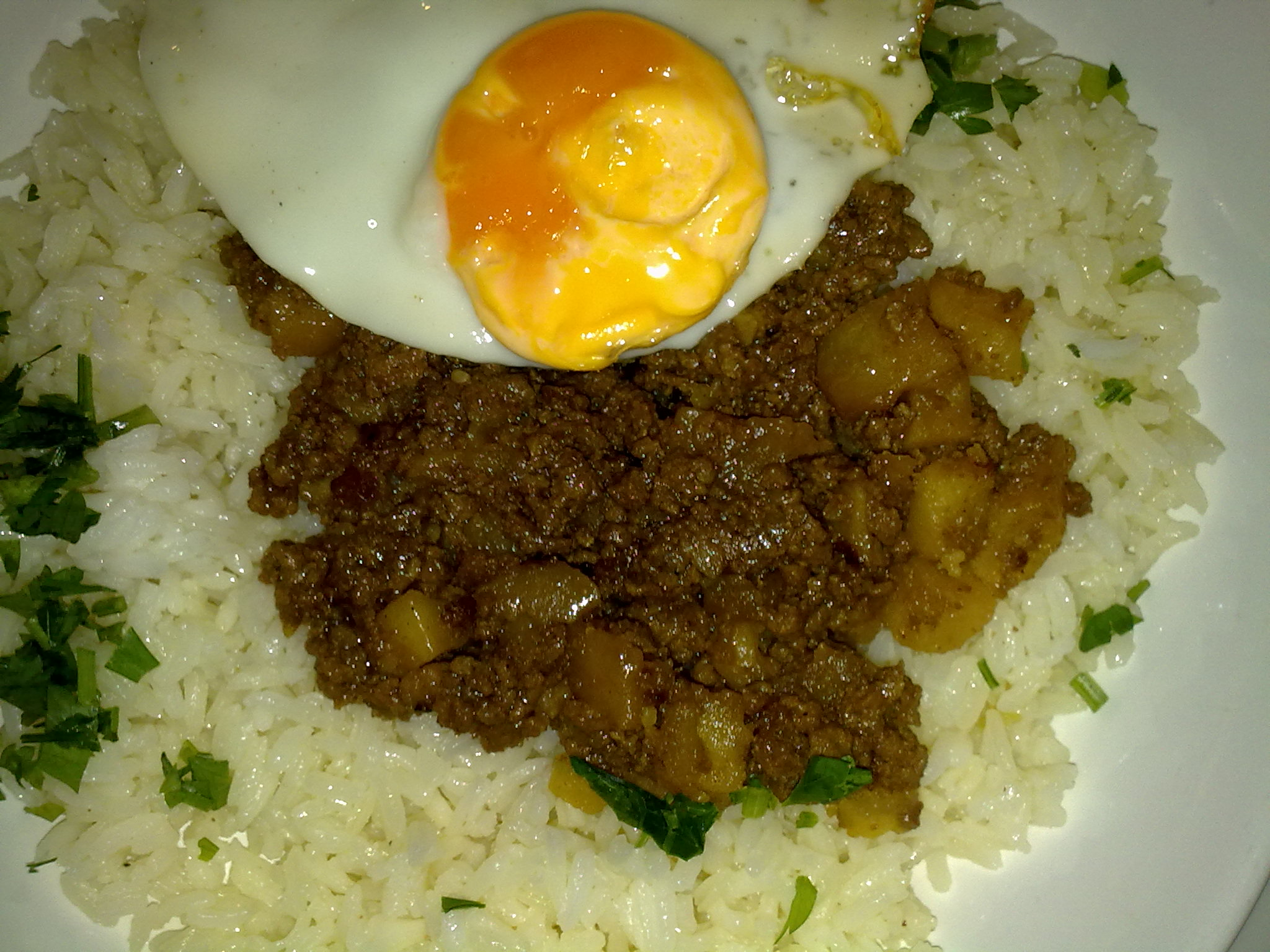
Minchi

Minchi (chinês: 免治; romanização do cantonês jyutping: min5zi6; por vezes também grafado min chi) é um prato macaense típico da culinária de Macau. Consiste de carne moída, batata frita cortada em cubinhos pequenos, um ovo estrelado e, frequentemente, um acompanhamento de arroz.
De preparação fácil, o minchi é considerado um dos pratos mais comuns da gastronomia macaense. Apresentando uma mistura de características ocidentais e orientais, pode ser consumido como prato principal, como acompanhamento de outros pratos, ou como recheio de ovos, de bolinhos e de omeletes. Para além do arroz, pode ser também acompanhado com pão.
Entre os ingredientes e temperos possíveis para juntar à carne, podem contar-se cebola, alho, açúcar, pimenta-do-reino e molho de soja. É possível usar carnes de bovino e de suíno misturadas.
Por outro lado, o arroz pode ser frito e incluir ovos mexidos, cebola picada e pedacinhos de presunto.
Existem inúmeras receitas de minchi, diferindo ligeiramente de família para família.